# 梅迪亞什

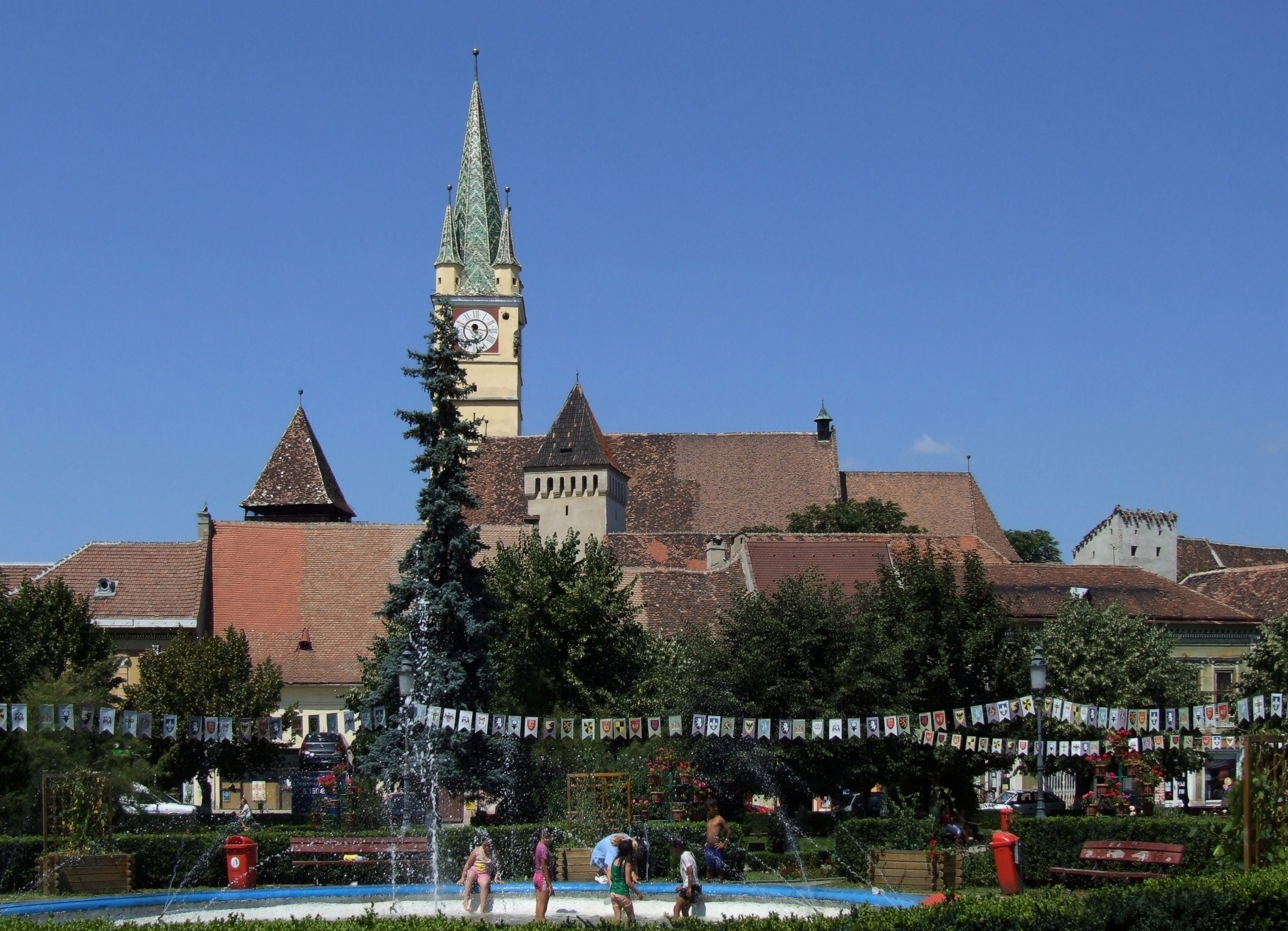

梅迪亞什（羅馬尼亞語：Mediaș，羅馬尼亞語發音：[ˈmedi.aʃ] ⓘ）是羅馬尼亞錫比烏縣的城市，位於該國中部，距離县府錫比烏44公里，面積62.62平方公里，海拔高度330米，2009年人口52,913，大多數居民信奉東正教。位于特尔纳瓦马雷河畔。

## 历史
梅迪亚什是特兰西瓦尼亚萨克森人的重要定居地之一。13世纪，匈牙利诸王邀请德意志人前来特尔纳瓦马雷河河谷定居。
14世纪，梅迪亚什已成为手工业和商业城镇。1480至1534年间为对抗奥斯曼帝国的根据地之一，筑有城墙和碉堡，现城东尚留有段古城。
市区中心保留有许多中世纪建筑物，如建于1494至1534年间的弗克什城楼（古城南门）、制刀人城楼（古城北门）、原古城内羊皮大氅制造者棱堡和大车工匠棱堡等。
另外，梅迪亚什还有建于15世纪的圣马尔加雷塔新教堂。近年在该教堂发现有一批珍贵的中世纪藏书及文书。

## 旅游
除了市内保存完好的古迹外，特尔纳瓦马雷河谷的风景也是该市游客来访的目的之一，特别是距该市18公里的巴兹纳乡，是罗马尼亚著名的疗养度假地。位于梅迪亚什约12公里的别尔坦乡和维洛尔乡分别有联合国教科文组织认定的世界遗产特兰西瓦尼亚村落及其设防的教堂的两处：别尔坦要塞教堂和维洛尔要塞教堂。
罗马尼亚著名的徒步旅行路线特兰西瓦尼亚大道也经过梅迪亚什。

## 外部連結
- Webcam located in "Corneliu Coposu" square
- Mediaş Transylvanian beauty in transition
- Fortified church in Mediaş （页面存档备份，存于）
- Heimatgemeinschaft Mediasch e. V. （页面存档备份，存于）